# Carlos Padín Busto
Carlos Padín Busto (Catoira, 15 d'octubre de 1974) és un exfutbolista gallec, que ocupava la posició de migcampista.

## Trajectòria
Després de destacar a l'Arousa, en la 94/95 és fitxat pel Pontevedra CF, on hi milita dues campanyes. L'estiu de 1996 marxa al Deportivo de La Corunya, per jugar en el seu filial. Estaria tres anys al conjunt deportivista, i només apareixeria en dos partits de la temporada 97/98 amb el primer equip, els únics de la seua carrera en primera divisió.
La temporada 99/00 marxa al Racing de Ferrol i un any després a la UE Lleida, que per aquella època militava a la Segona Divisió. Després d'una breu estada al CD Logroñés, el 2002 retorna al Pontevedra. Amb l'equip de Pasarón jugaria dos anys en Segona B abans de pujar a la categoria d'argent, però en aquesta, Padín va perdre el protagonisme dels anys anteriors.
Posteriorment, ha militat al CD Ourense (05/07) i a l'Arousa.